# バオラム県 (カオバン省)

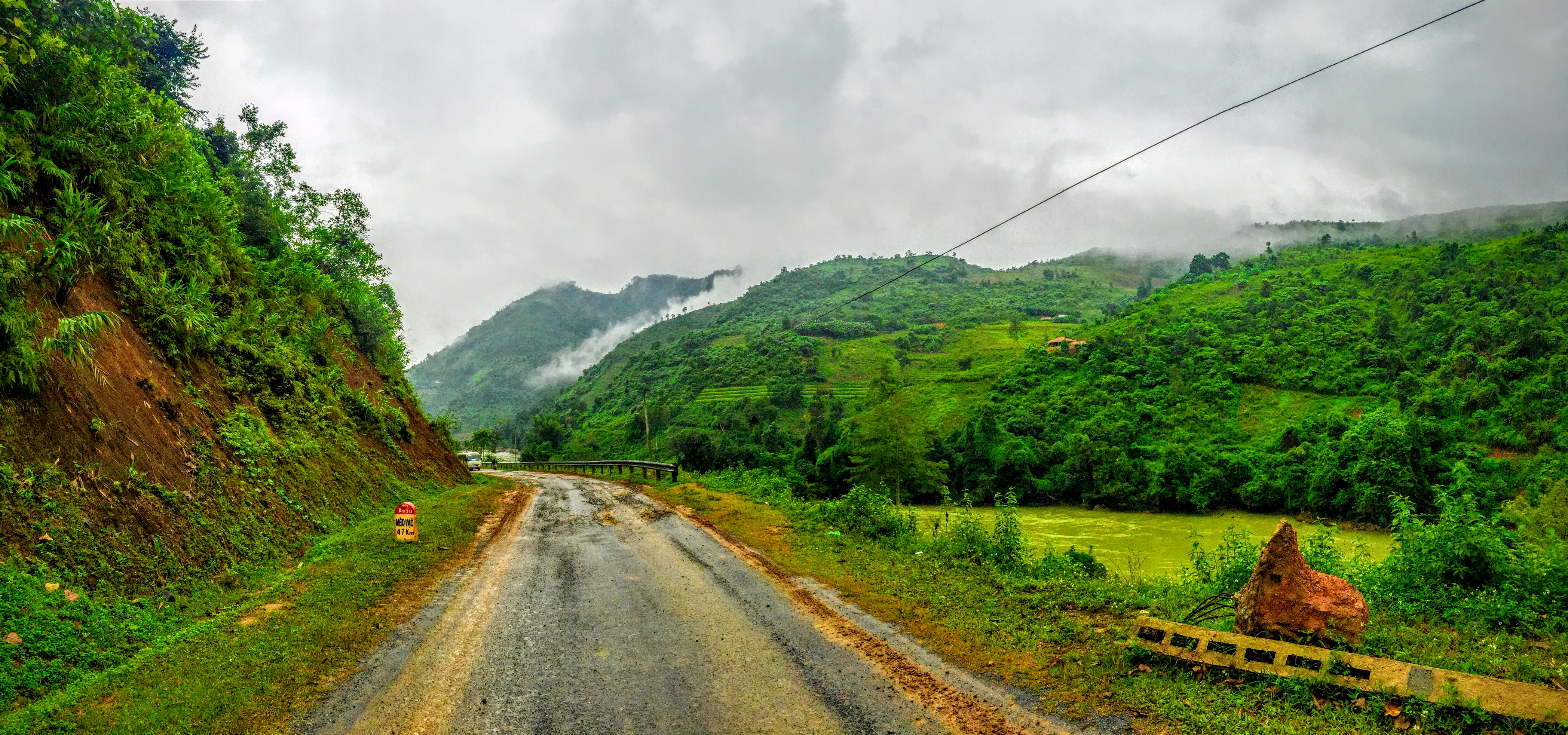
リーボンの田舎道

バオラム県（バオラムけん、ベトナム語：Huyện Bảo Lâm / 縣保林?）は、ベトナム社会主義共和国カオバン省の県である。面積は901km²、人口は62,000人（2018年）である。

## 行政区画
1市鎮13社から構成される。